# NGC 6145
NGC 6145 (również PGC 58074) – galaktyka spiralna (Sc), znajdująca się w gwiazdozbiorze Herkulesa. Odkrył ją John Herschel 12 maja 1828 roku. Jest to galaktyka z aktywnym jądrem typu LINER.